# Альона Ів
Альона Ів (івр. אלונה איב, при народженні Олена Овсянник; нар. 30 листопада 1979, Ленінград) — ізраїльська акторка та режисер. Знімається в телесеріалах на ізраїльському телебаченні. Режисер короткометражних фільмів і відео.

## Біографія

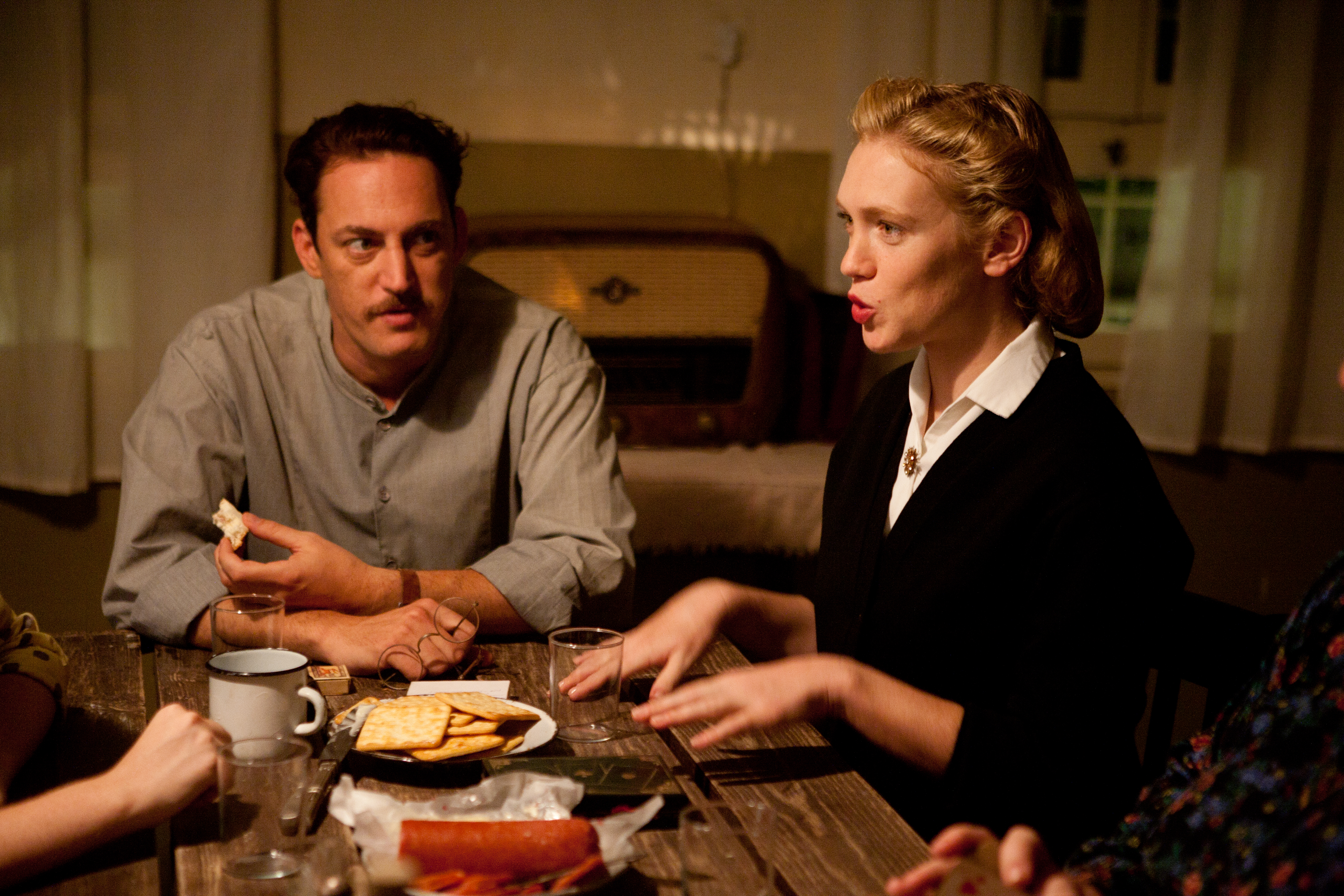
Альона Ів та Йехезкіель Лазаров у фільмі «П'яте небо», 2012

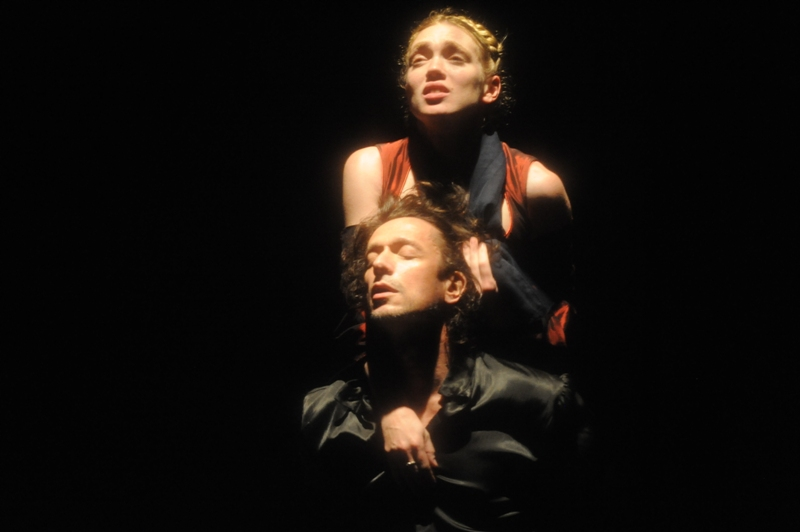
Альона Ів та Саша Демидов в «Дон Жуані», Гешер (театр)

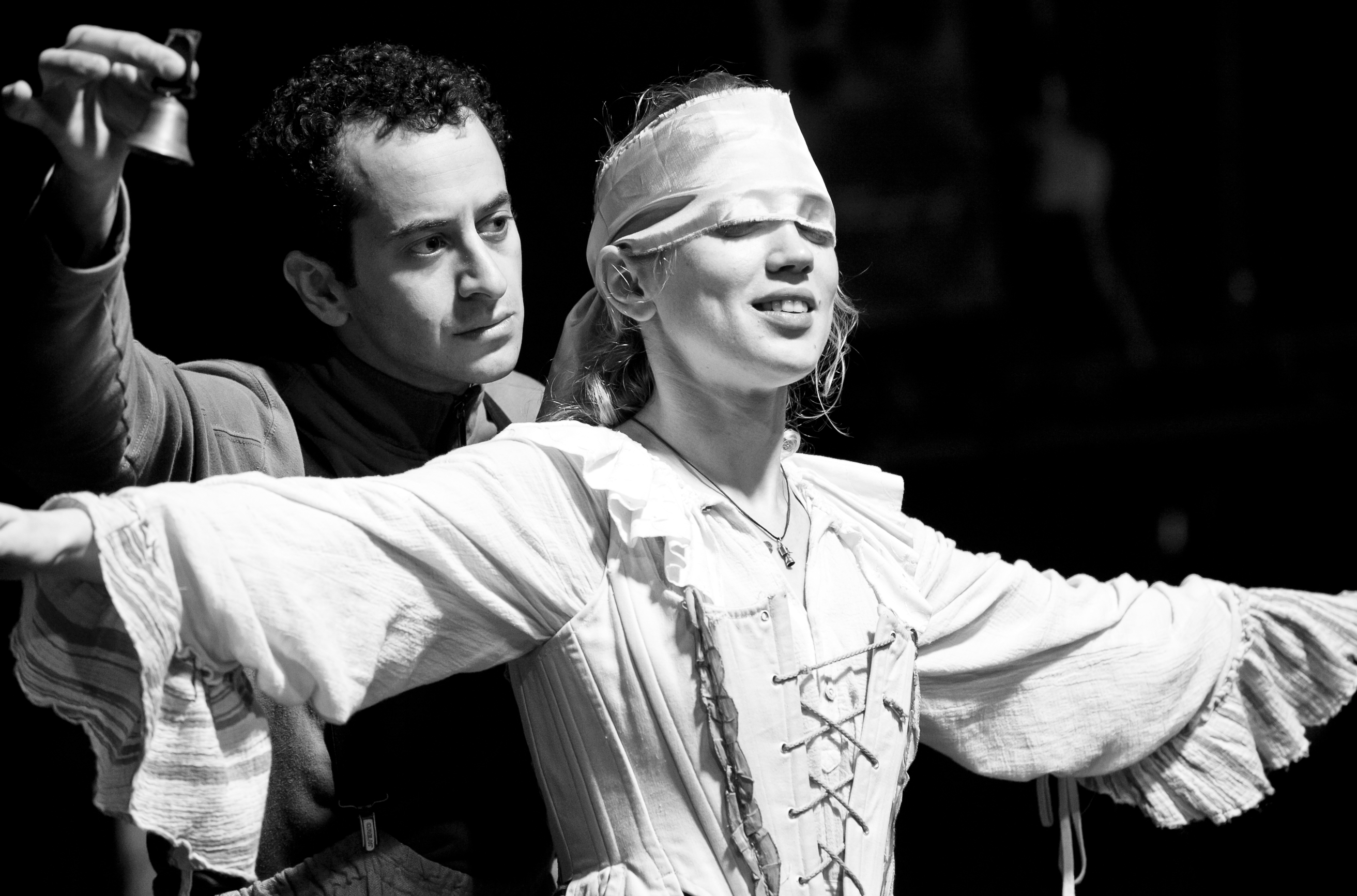
Альона Ів та Орі Янів в «Дон Жуані»

Олена Овсянник народилася у 1979 році в Ленінграді. Дитинство вона провела в Тихвіні.
У віці 14 років поїхала до Ізраїлю по молодіжній програмі НААЛЕ. Жила в кібуці Мішмар га-Емек, а потім у молодіжному селі Давид Разіель.
Після закінчення середньої школи вступила на Математичне відділення Техніона в Хайфі.

## Артистична кар'єра
У віці 21 року вирішила присвятити себе мистецтву, і вступила на відділення кінематографії Коледж Хадасса в Єрусалимі. Одночасно навчалася на курсах акторської майстерності і знялася у фільмі «Молодший» («Junior») (2006).
Знімалася каскадером в телевізійній рекламі та в ізраїльському серіалі «В'язаний» і в кінофільмі «Стіни», де була дублем Ольги Куриленко.
Одночасно працювала помічником режисера Аві Малка, творця і керівника «ІМПРО» — Акторської школи радіо і ТБ.
У 2010 році Альона Ів зіграла головну жіночу роль в ізраїльському серіалі «Блакитна Наталі». За виконання була номінована на Премію кращої актриси року ізраїльського телебачення.
Зіграла роль Дони Анни у виставі "Дон Жуан режисера Олександра Морфова в театрі «Гешер».
У 2012 році Альона Ів зіграла роль у фільмі «Бе ракиа хамиши» (П'яте небо) режисера Діни Цві-Риклис.
Одночасно з акторською кар'єрою, працювала режисером багатьох короткометражних фільмів та відеокліпів.